# Max Hieber (Geiger)

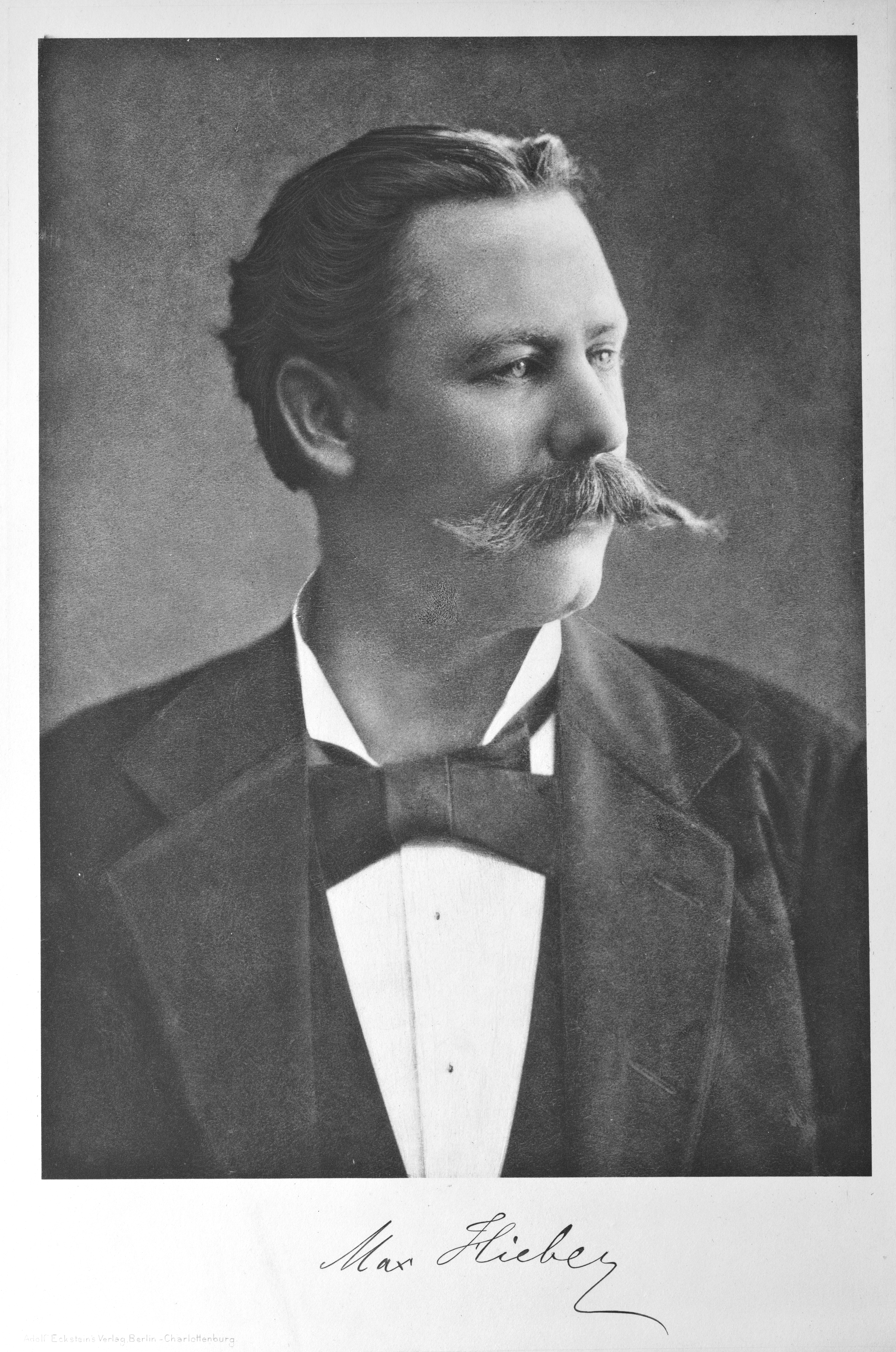
Max Hieber (1897)

Max Hieber (* 22. November 1852 in München; † 16. Januar 1914 in Schliersee) war ein deutscher Geiger, bayerischer Hofmusiker und Professor.

## Leben
Max Hieber wurde am 22. November 1852 als Sohn des Geigers und Hofmusikers Michael Hieber (1812–1887), der auch als Tenor in kleineren Konzerten auftrat, geboren. Max erlernte das Geigenspiel zuerst bei seinem Vater, dann an der Königlich Bayerischen Musikschule bei Joseph Walter, Georg Wilhelm Rauchenecker und Ludwig Abel, und trat dort im Juni 1871 in einem Prüfungskonzert mit zwei Sätzen aus Beethovens Violinkonzert zum ersten Mal öffentlich auf. Noch im selben Jahr wurde er als Eleve im Münchener Hoforchester angestellt. Im Juli 1872 spielte er die Münchener Erstaufführung des Violinkonzerts g-Moll von Max Bruch. 1874 wurde Max Hieber wie sein Vater zum Hofmusiker ernannt und 1881 sogar zum Kammermusiker. Höhepunkt seiner Karriere als Geiger war der Auftritt als Solist in einem Konzert der Musikalischen Akademie unter Hermann Levi erneut mit dem Violinkonzert von Max Bruch am 2. April 1877. Bis Mitte der 1890er-Jahre spielte er regelmäßig in verschiedenen Kammermusikvereinigungen mit Pianisten, aber auch Streichquartett mit seinem Bruder, dem Bratschisten Carl Hieber.
Seine Stellung im Hoforchester beendete er 1896, nachdem er durch ein Leiden an der praktischen Ausübung seines Berufs gehindert wurde. 1905 gab er auch die Professur an der inzwischen in Königliche Akademie der Tonkunst umbenannten Musikschule auf.
Er war verheiratet mit der Sopranistin Johanna Meta (eigentlich Meta Schepperl; 1858–1933), die zwei Saisons an der Münchener Hofoper sang und bei den Bayreuther Festspielen 1882 zur Uraufführungsbesetzung des Parsifal gehörte. Nach ihrer Eheschließung beendete sie ihre Bühnenkarriere und trat nur noch als Konzertsolistin auf.
Des Geiger Max Hieber ist nicht zu verwechseln mit dem Musikalienhändler und Musikverleger Max Hieber (1856–1913), dem Gründer des Max Hieber Musikverlags, mit dessen Biographie er in manchen Darstellungen vermischt wird.